# Far del Cap de la Caça
El Far del Cap de la Caça és un far situat al nord-oest de l'illa de Sardenya, a l'Alguer, a prop de les coves de Neptú i del propi Cap de la Caça. És un far de llum blanca format per una torre sobre un edifici de tres pisos.
El 1860, durant el regnat de Víctor Manuel II, el Senat i la Cambra de diputats del Regne de Sardenya autoritza la construcció d'un far de segon ordre amb un pressupost de cent seixanta mil lires que finalment va entrar en funcionament el 1864. La torre actual va ser construïda entre 1950 i 1960.